# Červenec 2012
1. července – neděle
- Finále mistrovství Evropy ve fotbale v Kyjevě vyhrálo Španělsko. Na druhém místě se umístila Itálie.[1]

3. července – úterý
- Prezident republiky Václav Klaus jmenoval novým ministrem spravedlnosti místopředsedu ODS Pavla Blažka.[2][3][4][5]
- V Severní Karolíně zemřel americký herec a zpěvák Andy Griffith (†86), seriálový Matlock.[6]
- Ruský Ústavní soud začal projednávat právní otázku souladu Protokolu o přistoupení Ruska ke Světové obchodní organizace s ruskou ústavou.[7]
- Při nízkém přeletu stíhaček Mirage 2000 způsobili dva piloti brazilského letectva na budově Nejvyššího soudu Brazílie škodu, jež byla odhadnuta na 13 tisíc €.[8]

4. července – středa
- Evropský parlament velkou většinou hlasů odmítl přijmout mezinárodní smlouvu proti padělatelství ACTA, která vyvolala ve světě včetně Česka řadu protestů.[9]
- Fyzikové z mezinárodního institutu CERN oznámili objev nové fyzikální částice, která by mohla být dlouho hledaným Higgsovým bosonem.[10][11]

5. července – čtvrtek
- V pražské Synot Tip Areně proběhl první program hromadných vystoupení v rámci 15. všesokolského sletu připadající k datu 150. let založení občanského spolku Sokol, nejpočetnějšího občanského sdružení v ČR.[12]
- Několik desítek tisíc věřících se na prostranství před velehradskou bazilikou zúčastnilo poutní mše svaté u příležitosti svátku svatých Cyrila a Metoděje, hlavních patronů Moravy.[13]

6. července – pátek
- Rumunský parlament přijal rozhodnutí, že se do 30 dnů musí konat referendum o setrvání prezidenta Traiana Băsescu ve funkci.[14]

8. července – neděle
- Ve věku 54 let zemřel ve Vídni český europoslanec a bývalý stínový ministr financí Jiří Havel.[15]

11. července – středa
- Poslanecká sněmovna zbavila Vlastu Parkanovou poslanecké imunity a vydala ji k trestnímu stíhání za údajně předražený nákup transportních vojenských letadel CASA. Pro hlasovalo 117 poslanců a Parkanová následně rezignovala na svou funkci místopředsedkyně Sněmovny.[16]

12. července – čtvrtek
- Ústecký krajský soud uznal bývalého ředitele dotačního úřadu Severozápad Petra Kušnierze i šest dalších obžalovaných vinnými z přijímání úplatků.[17][18][19][20]

13. července – pátek
- V syrské provincii Hamá zahynulo v pátek při údajném úderu vládních vojsk přes 200 lidí. Pokud by se tato zpráva potvrdila, jednalo by se o masakr s největším počtem obětí za posledních 16 měsíců v rámci syrských nepokojů.[21]

14. července – sobota
- Americká ministryně zahraničí Hillary Clintonová v Káhiře po svém prvním setkání s nově zvoleným prezidentem Egypta Muhammadem Mursím potvrdila podporu, kterou USA poskytují plánu na postupný přechod Egypta k demokracii.[22]

15. července – neděle
- Z kazašského Bajkonuru úspěšně odstartovala ruská raketa Sojuz TMA-05M na let k Mezinárodní vesmírné stanici (ISS). Na palubě lodi je ruský kosmonaut Jurij Malenčenko, americká astronautka Sunita Williamsová a Japonec Akihiko Hošide.[23]

16. července – pondělí
- Skonal český vědec, chemik Antonín Holý.[24]
- Ve věku 79 let zemřel Stephen Covey, světoznámý lektor v oblasti osobního rozvoje a leadershipu, autor knihy 7 návyků skutečně efektivních lidí.[25]
- Zemřel rockový hudebník a hudební skladatel Jon Lord, který v roce 1968 stál u zrodu skupiny Deep Purple.[26]

17. července – úterý
- Boje v Sýrii zesílily a přenesly se i do centra Damašku. Opozice oznámila, že zahájila operaci Damašský vulkán, do které koncentrovala veškeré síly. Armádní jednotky podporující prezidenta Bašára al-Asada nasadily do bojů kromě tanků i vrtulníky.[27]

18. července – středa
- Při teroristickém útoku na autobus s izraelskými turisty na letišti v Burgasu v Bulharsku zemřelo nejméně 6 lidí. Dalších 32 lidí bylo zraněno, z toho tři turisté jsou v kómatu. Podle izraelského premiéra Benjamina Netanjahua za útokem stojí Írán.[28]
- Opozice neuspěla při hlasování o nedůvěře vládě České republiky premiéra Petra Nečase. Pro vyslovení nedůvěry hlasovalo 89 poslanců Poslanecké sněmovny parlamentu, stejný počet byl proti.[29]
- Při bombovém atentátu na budovu Velení bezpečnostních sil Sýrie v Damašku zemřel syrský ministr obrany Dáud Radžha a jeho náměstek Ásif Šaukat – švagr prezidenta Bašára al-Asada.[30]

20. července – pátek
- Nový ministr spravedlnosti Pavel Blažek oznámil, že zatím nejmenuje Lenku Bradáčovou novou šéfkou pražských vrchních žalobců, ale uvažuje o obsazení této funkce na základě výběrového řízení.[31]

22. července – neděle
- Vítězem 99. ročníku Tour de France se stal britský cyklista Bradley Wiggins. V letošním ročníku vyhrál z dvaceti etap dvě.[32]

23. července – pondělí
- Nejméně 91 obětí si vyžádala série atentátů na severu Iráku a dalších 172 osob bylo při 22 útocích zraněno. Podle CBS je země na pokraji sektářské války mezi vládnoucími většinovými šíity a menšinovými sunnity, které však podporuje teroristická organizace Al-Káida.[33]

26. července – čtvrtek
- Slovenští poslanci si odhlasovali zrušení trestněprávní imunity. Od září 2012 jim tak zůstane pouze imunita na výroky přednesené v plénu parlamentu, v parlamentních orgánech a při hlasování.[34]

27. července – pátek
- V Londýně byly slavnostně zahájeny Hry XXX. olympiády.[35]

29. července – neděle
- Rumunský prezident Traian Băsescu zůstane po referendu vyvolaném opozicí v úřadě, protože hlasovalo pouze 46 % voličů a hlasování tak není platné.[36]

30. července – pondělí
- Český ministr spravedlnosti Pavel Blažek jmenoval Lenku Bradáčovou vrchní státní zástupkyní Vrchního státního zastupitelství v Praze.[37]

31. července – úterý
- Doposud historicky největší výpadek elektrického proudu postihl Indii, když zanechal bez elektřiny přes 670 miliónů lidí, tedy asi polovinu obyvatel země. Důvodem je přetížená, zastaralá rozvodná síť, která v době velkých veder nestačí pokrýt zvýšenou spotřebu způsobenou klimatizačními jednotkami a větráky.[38]
- Ve věku 86 let zemřel americký spisovatel Gore Vidal.[39]